# Aage Wallencrona Wallin
Aage Wallencrona Wallin (født 2. juni 1965) er en norsk adjunkt og tidligere norsk mester i boksning. 

## Musik
Han er søn af den kendte violinist Aage Wallin (1914 – 1996). Han spillede fiolin fra han var 2 ½ år til var 12 år. Han optrådte første gang i tv da han var 3 år gammel, og to gange som 5-årig hos Erik Bye. Han studerede senere obo hos Brynjar Hoff og Bjarne Lian i Oslo, samt hos Klas Sjöblom og Prof. Ole Henrik Dahl i København. Han var medlem af Byens Blæserkvintet, København i en årrække.

## Sport
Wallin var aktiv bokser og norgemester i perioden 1980–1985. Han boksede i mange internationale turneringer og landskampe for så vel Norge som Danmark . Wallin er uddannet fra Norges Idrettshøgskole (1989) og Danmarks Højskole for Legemsøvelser (Institut for Idræt) (1994) og har Spes. Ped. fra Universitetet i Oslo. Han var i 1994 med til at starte Idrætsskolen for Udviklingshæmmede i København.